# Prostitution i Libanon
Prostitution i Libanon är olaglig, medan sexköp inte är kriminaliserat (tvärtemot lagstiftningen i bland annat Sverige). 
Sent 2020 infördes en ny lag i landet, vilket kriminaliserade sexuella trakasserier och samtidigt berörde våld i hemmet. Lagen stärkte även kontaktförbudet gällande våldsutsatta kvinnor. Lagen hade varit under beredning sedan 2010.
Den nya lagen bidrog samtidigt till en skärpning av straffen för både prostitution och koppleri. Den äldre lagen innebar ett fängelsestraff för att sälja sexuella tjänster på mellan sex och tolv månader, medan den nya lagen höjde den nivån till upp till tre års fängelse. Samtidigt är sexköp fortfarande lagligt i landet.
Sedan 2021 pågår förarbetena till ett reviderat lagförslag – i samarbete mellan justitieministeriet, den nationella kvinnokommissionen och Libanons säkerhetsstyrkor. Målet är att nå en lagstiftning som täcker allt våld mot kvinnor, inklusive trakasserier, våldtäkt och våld i hemmet, utan att det ska drabba (den prostituerade) kvinnan.

## Historik

### Förkoloniala perioden
Historiskt var prostitution starkt associerad med slaveri i Libanon. Islamisk lag förbjöd prostitution, men tillät män att utnyttja sina slavinnor sexuellt i enlighet med principen om konkubiner inom islam, och prostitution praktiserades genom att ett hallick sålde sin slavinna på bazaaren (slavmarknaden) till en manlig kund, som lämnade tillbaka henne, officiellt på grund av missnöje, sedan han hade haft samlag med henne; detta var en form av prostitution som var laglig och accepterad.

### Koloniala perioden
Under Franska mandatet för Syrien och Libanon (1923−1946) var prostitution lagligt  enligt det system med reglementerad prostitution som rådde i Frankrike. Det innebar att myndigheterna utfärdade licens till bordeller på villkor att dess anställda registrerade sig och underkastades regelbundna undersökningar för sexuella sjukdomar. 

### Postkoloniala perioden
Under inbördeskriget i Libanon 1975-1990 förstördes bordellerna i Beirut och efter kriget utfärdades inga nya licenser till bordeller. Under 1990-talet uppkom emellertid olagliga bordeller utan tillstånd. År 1998 förbjöds därför prostitution i Libanon. 